# Cryptoporus sinensis
Cryptoporus sinensis är en svampart som beskrevs av Sheng H. Wu & M. Zang 2000. Cryptoporus sinensis ingår i släktet Cryptoporus och familjen Polyporaceae.   Inga underarter finns listade i Catalogue of Life.